# Bahnhof Ajima
Der Bahnhof Ajima (jap. 味鋺駅, Ajima-eki) ist ein Bahnhof auf der japanischen Insel Honshū. Er wird von der Bahngesellschaft Meitetsu (Nagoya Tetsudō) betrieben und befindet sich in der Präfektur Aichi auf dem Gebiet der Stadt Nagoya.

## Verbindungen
Ajima ist ein Zwischenbahnhof und früherer Trennungsbahnhof an der Meitetsu Komaki-Linie, die Kami-iida mit Inuyama verbindet. An ihrem südlichen Ende in Kami-Iida wird sie zur Kami-Iida-Linie der U-Bahn Nagoya durchgebunden, die nach Heian-dōri in der Innenstadt Nagoyas führt. Beide Linien werden gemeinsam von der Bahngesellschaft Meitetsu betrieben. Tagsüber wird ein fester Viertelstundentakt angeboten. Dieser wird während der Hauptverkehrszeit zwischen Heian-dōri und Komaki auf sieben bis acht Minuten verdichtet, abends auf zehn Minuten. Der Bahnhof wird nicht durch Buslinien erschlossen.

## Anlage
Der Bahnhof steht im Stadtteil Higashiajima, der zum Bezirk Kita-ku am nördlichen Stadtrand von Nagoya gehört und von Wohnvierteln geprägt ist. Die Anlage ist von Süden nach Norden ausgerichtet und umfasst zwei Gleise an zwei überdachten Seitenbahnsteigen. An ihrem südlichen Ende spannt sich das Empfangsgebäude in Form eines Reiterbahnhofs über die Anlage. Der Zugang erfolgt über Treppen und Aufzüge. Rund 150 Meter südlich des Bahnhofs befindet sich das Portal des Tunnels nach Kami-Iida und Heian-dōri.
Im Fiskaljahr 2019 nutzten durchschnittlich 4350 Fahrgäste täglich den Bahnhof.

## Bilder

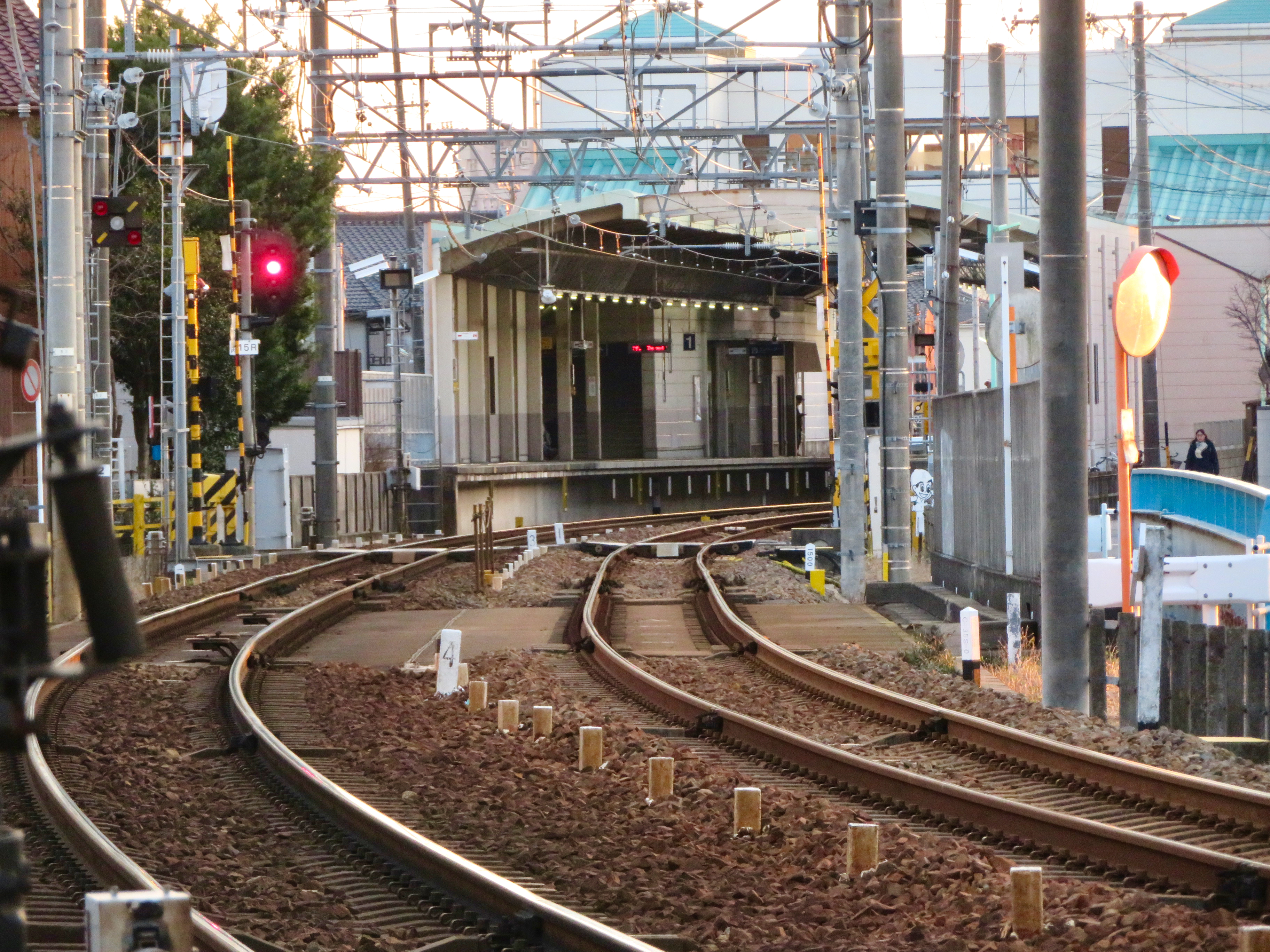
Ansicht von Norden
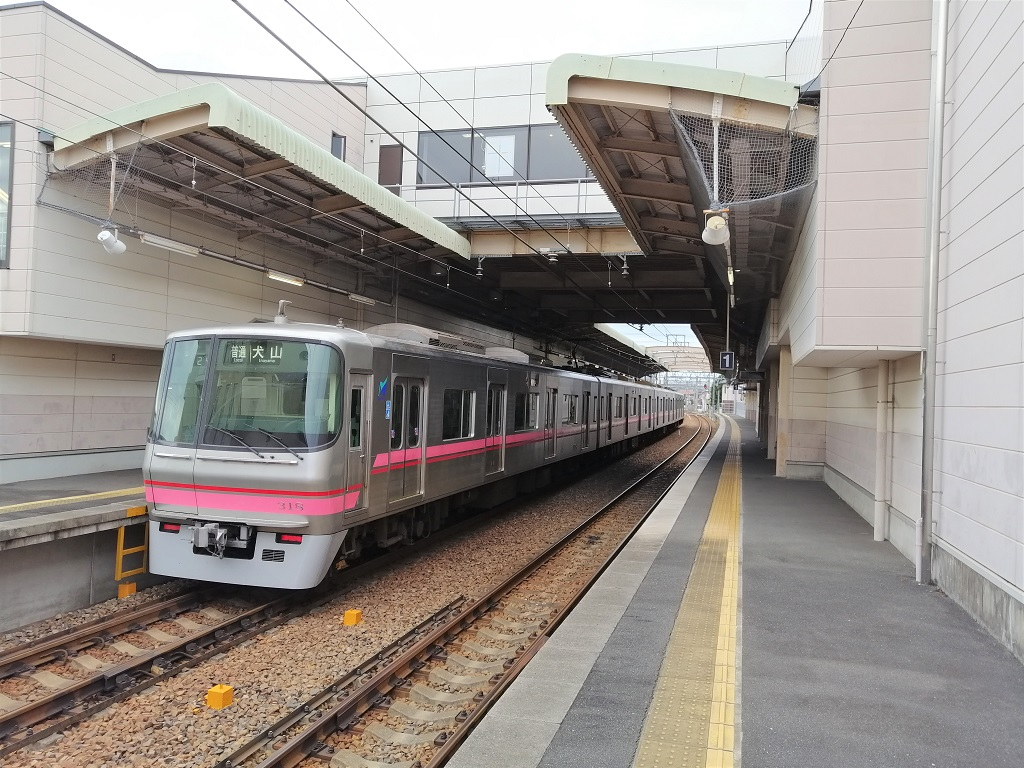
Triebzug der Baureihe 300
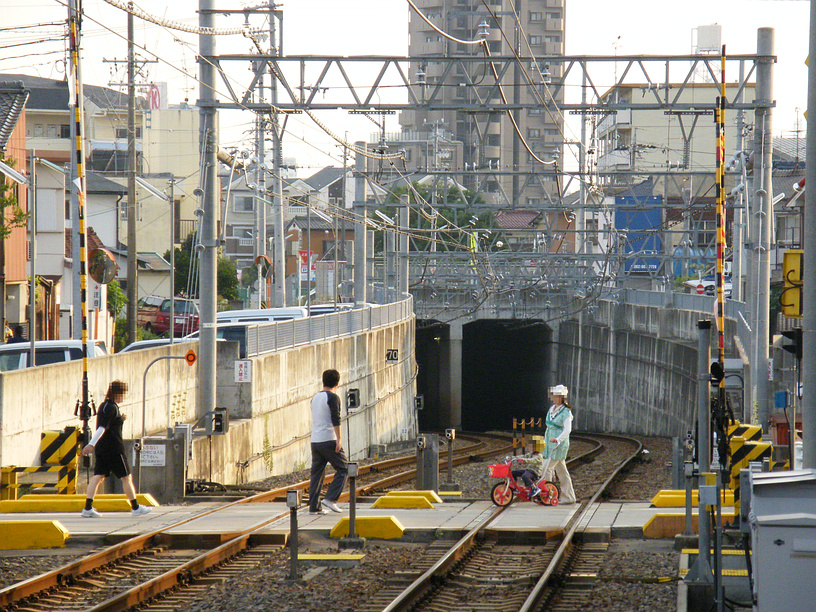
Ansicht des Tunnelportals vom südlichen Bahnsteigende aus
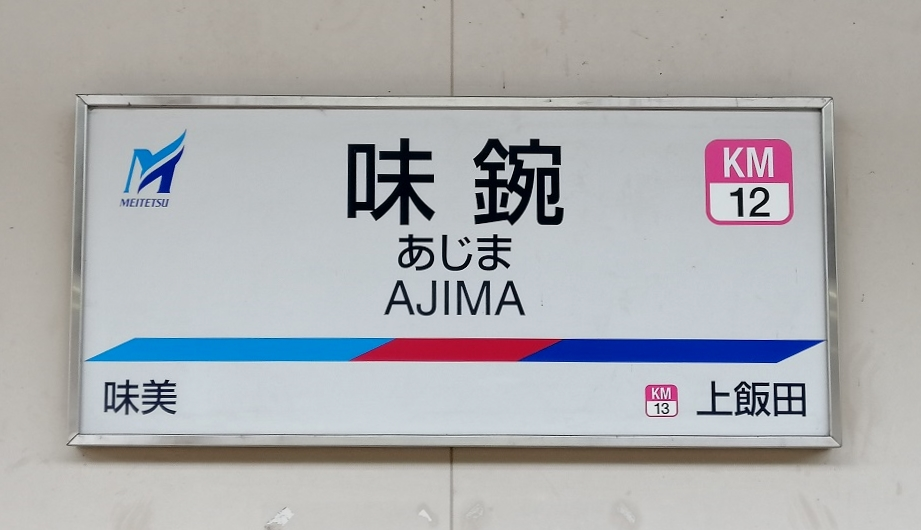
Bahnhofsschild

## Gleise
| 1 | ▉ Meitetsu Komaki-Linie | Kami-Iida • Heian-dōri |
| 2 | ▉ Meitetsu Komaki-Linie | Komaki • Inuyama       |

## Linien
| Verlauf der Meitetsu Komaki-Linie |
| --- |
| Kami-Iida • Ajima • Ajiyoshi • Kasugai • Ushiyama • Manai • Komakiguchi • Komaki • Komakihara • Ajioka • Tagata-jinja-mae • Gakuden • Haguro • Inuyama |

## Geschichte

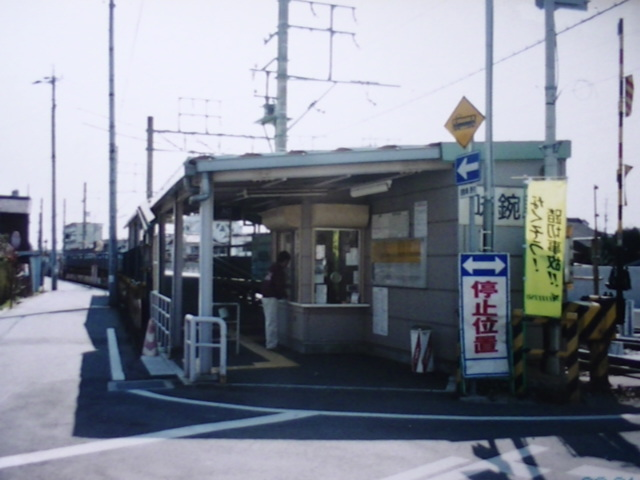
Temporäres Empfangsgebäude

Am 11. Februar 1931 eröffnete die Bahngesellschaft Meigi Tetsudo, eine Vorgängerin der heutigen Meitetsu, den Bahnhof. Sie nahm am selben Tag auch den ersten Abschnitt der Komaki-Linie zwischen Kami-Iida und Komaki sowie die hier abzweigende Kachigawa-Linie nach Shin-Kachigawa in Betrieb. Die 1935 durch Fusion entstandene Meitetsu legte bereits am 1. Februar 1937 die Kachigawa-Linie still, da sie die Erwartungen, die in sie gesetzt worden waren, nie erfüllt hatte und stets defizitär gewesen war. 1963 stellte eine Meitetsu-Tochtergesellschaft ein fünfgeschossiges Bahnhofsgebäude fertig, das in den vier oberen Stockwerken Schlafsäle für Angestellte und Mietwohnungen enthielt. 1996 begannen die Bauarbeiten am Tunnel zwischen Ajima und Kami-Iida durch die Kami-Iida Link Line Corporation. In diesem Zusammenhang entstand auch ein neuer, redimensionierter Reiterbahnhof. Während der Bauarbeiten bestand südöstlich davon ein provisorisches Empfangsgebäude an einem temporären Gleis. Der Tunnel und der neue Bahnhof gingen am 27. März 2003 in Betrieb.